# Eupithecia nabokovi
Eupithecia nabokovi (лат.) — вид бабочек-пядениц (Geometridae), типовой экземпляр котого был собран писателем и энтомологом Владимиром Набоковым в 1943 году в Юте. В 1946 году эта бабочка была описана как отдельный вид  Джеймсом Макдоно (англ. James McDunnough), который получил коллекционный экземпляр от Набокова.

## Описание
Размах крыльев составляет около 19 мм. Передние и задние крылья серо-коричневого цвета. Вид встречается в Калифорнии, Аризоне, Нью-Мексико, Юте, Колорадо и Вайоминге.

## Открытие
Ночью 1 августа 1943 года Владимир Набоков, находясь в городе Альта, штат Юта, поймал несколько бабочек, в том числе и экземпляр E. nabokovi. Вместе с несколькими другими он отправил экземпляр своему другу-энтомологу Джеймсу Макдоно, который впоследствии и стал автором первоначального описания нового вида, который назвал в честь Набокова. В журнале The Canadian Entomologist (рус. Канадский энтомолог) приведена его цитата: «Я с большим удовольствием посвящаю этот вид моему другу, В. Набокову, от которого я получил много интересного материала этого рода для изучения».
В настоящее время голотип вида находится в Музее сравнительной зоологии в Кембридже под номером 27131.

## В литературе
Владимир Набоков писал об этом виде бабочек в автобиографиях «Память, говори» и «Другие берега».

Именем моим названа — нет, не река, а бабочка в Аляске, другая в Бразилии, третья в Ютахе, где я взял её высоко в горах, на окне лыжной гостиницы — та Eupithecia nabokovi McDunnough, которая таинственно завершает тематическую серию, начавшуюся в петербургском лесу.— В. В. Набоков. «Другие берега»